# Thomond

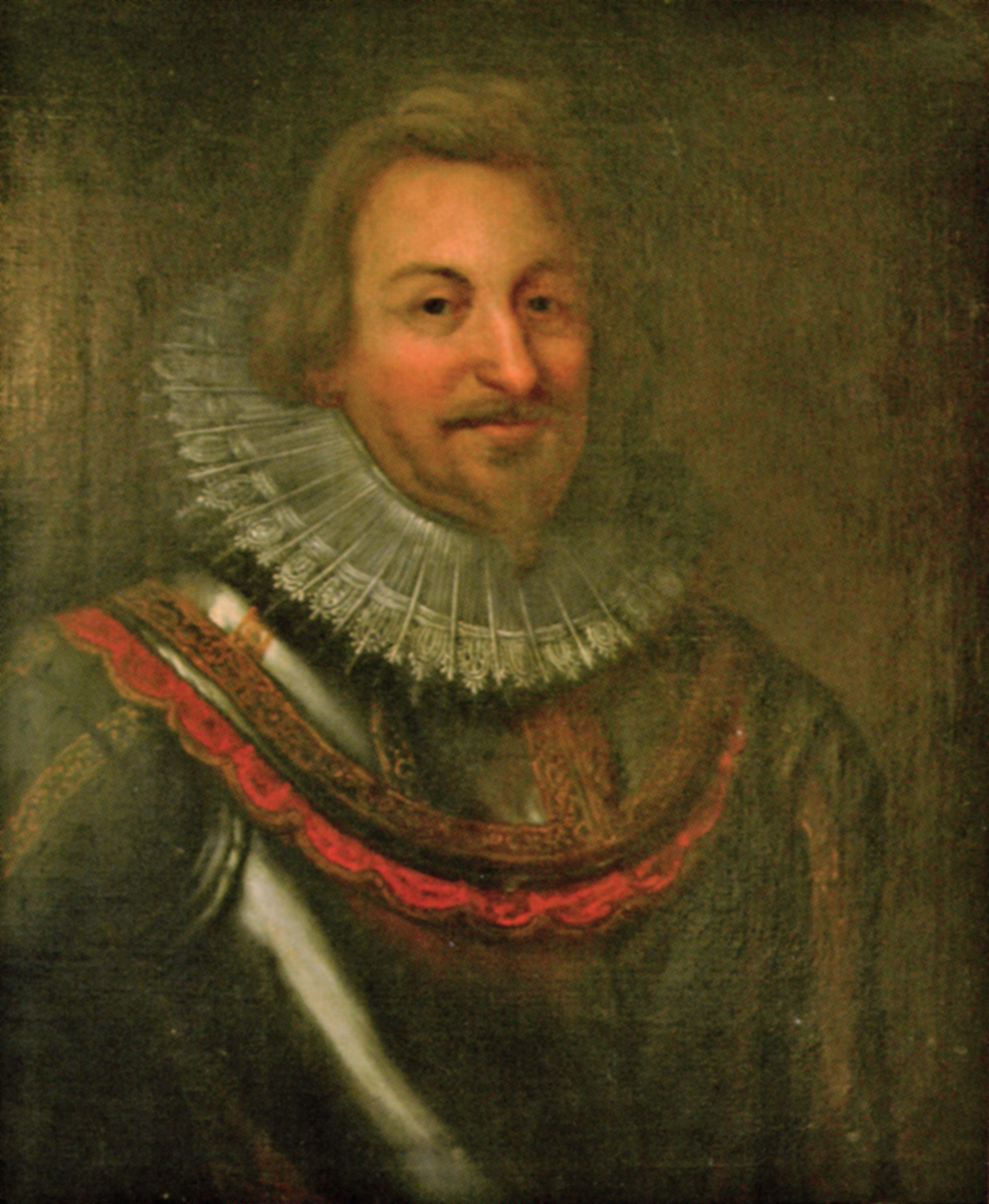
Murrough O’Brien

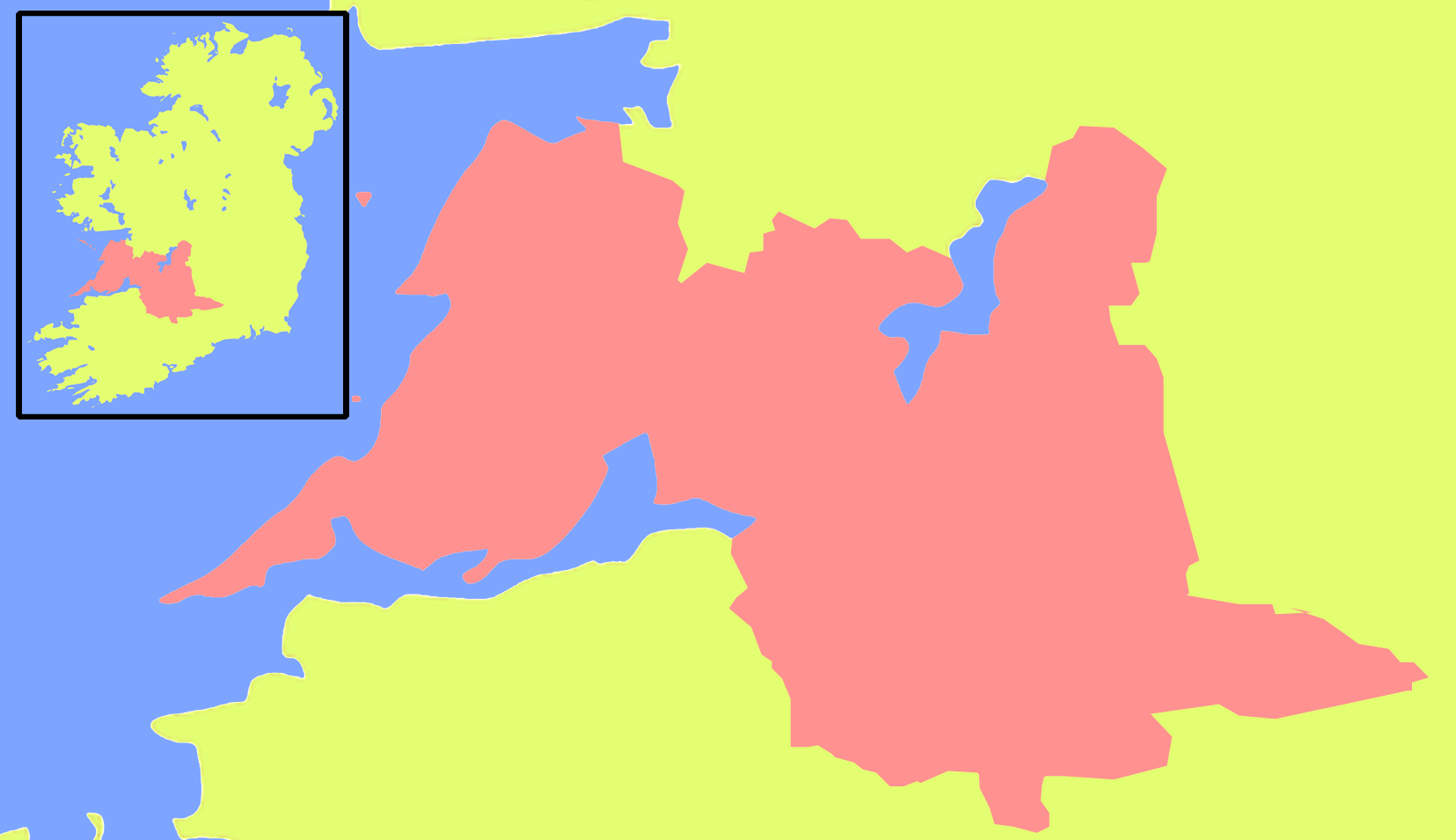
Karte von Thomond

Thomond (irisch: Tuadhmhumhain, was Nord-Munster bedeutet, und heute Tuamhain geschrieben wird) war ein historisches Königreich in Irland, das von 1118 bis 1543 existierte. Es umfasste das Gebiet der heutigen County Clare, County Limerick, und den nördlichen Teil der Countys Kerry und Tipperary.
Heute wird der Name Thomond von vielen Einrichtungen und Organisationen verwendet. Das Thomond College of Education in  Limerick war eine pädagogische Hochschule, die später mit der Universität von Limerick verschmolzen wurde. Thomond Park ist das Rugby-Stadion, das vom Munster Rugby Team genutzt wird. In Clarecastle heißen die alten Kasernen Thomond Villas. Die Thomond Bridge war jahrhundertelang die einzige Brücke in Limerick über den Fluss Shannon. Die Straße, die über diese Brücke führt, führt durch eine Gegend, die bis heute Thomondgate heißt.
Historisch wird Thomond zu den Königreichen gezählt, die in Irland bereits vor der Invasion der Anglonormannen existierten. Brian Boru, der Kopf des später nach ihm benannten O'Brian-Clan (dem dominierenden Clan in Munster wird die Befreiung Irlands von der Vorherrschaft der Wikinger in der Schlacht von Clontarf 1014 n. Chr. zugeschrieben.) Brian Boru war kurz der einzige echte Hochkönig von Irland.
1543 endete das Königreich, Murrough O’Brien, der letzte König von Thomond, erkannte Heinrich VIII. von England als Lehnsherrn sowie dessen kirchlichen Supremat an und wurde zum 1. Earl of Thomond innerhalb des Peerage of Ireland. Das Earldom Thomond erlosch 1741 mit dem Tod des Henry O’Briens, 8. Earl of Thomond. Es erfolgte eine Neukreation des Titels 1756, welche mit dem Tod des Trägers Percy Wyndham O’Brien 1774 endgültig erlosch.